# Funeral do Presidente Sadi Carnot

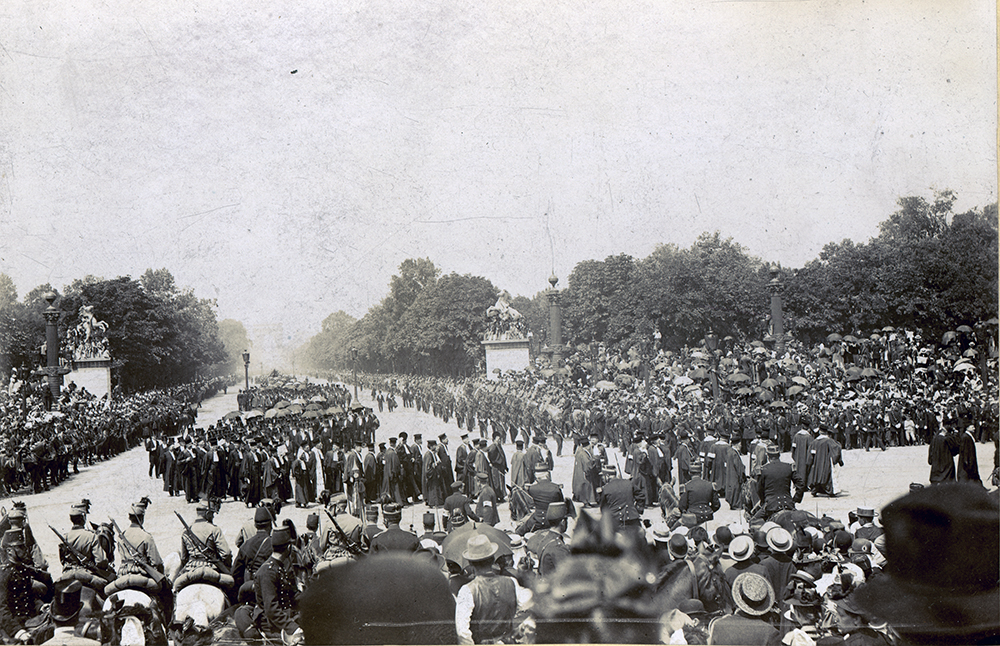
Funeral do Presidente Sadi Carnot

O Funeral nacional de Sadi Carnot, 5.º Presidente da República Francesa, assassinado em Lyon em 24 de junho, aconteceu em Paris em 1.º de julho de 1894.

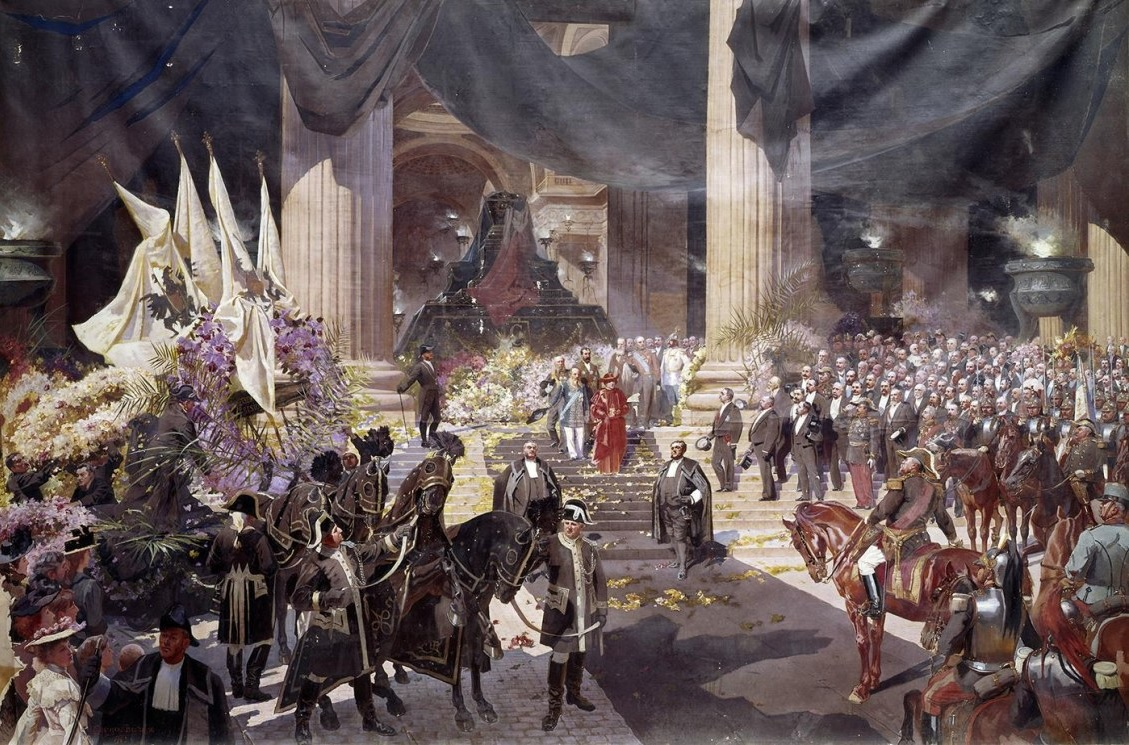
Funeral de Sadi Carnot 1º de julho de 1894

Transportado em uma carruagem puxada por seis cavalos, o caixão presidencial deixa o Palácio do Eliseu às 10 da manhã e é conduzido pela Avenue des Champs-Élysées e a Rue de Rivoli até a Catedral de Notre-Dame, onde o serviço fúnebre acontece. A cerimônia religiosa terminou às 14:00. A procissão continua, então, para o Panteão, onde é chamado para descansar o falecido presidente.
Uma enorme multidão assiste ao funeral. Alguns órgãos de imprensa da época evocam uma assistência de dois milhões de pessoas difíceis de verificar. Em qualquer caso, o movimento populacional é da mesma ordem de grandeza que para o funeral de Victor Hugo em 1885 e significativamente maior do que para aquele de Adolphe Thiers, em 1877. Um carpinteiro morreu no Jardim das Tulherias, fatalmente se ferindo nas grades afiadas que o encerram.
Sua viúva recusou a pensão que o governo queria que ela recebesse.